# Scherma ai XV Giochi del Mediterraneo
I tornei di  Scherma ai XV Giochi del Mediterraneo si sono svolti presso il Máximo Cuervo Sports Hall. Le competizioni si sono svolte sia in ambito maschile che in ambito femminile, mettendo in palio un totale di 5 ori, 5 argenti e 10 bronzi nelle seguenti specialità:
- Fioretto
- Sciabola
- Spada

Ogni Paese ha potuto iscrivere alla competizione un massimo di due atleti uomini e due atlete donne per ogni prova.

## Podi

### Uomini
| Evento               | Oro              | Argento             | Bronzo                            |
| Spada                |                  |                     |                                   |
| Spada individuale    | Gauthier Grumier | Jean-Michel Lucenay | Federico Bollati José Luis Abajo  |
| Fioretto             |                  |                     |                                   |
| Fioretto individuale | Marco Vannini    | Matteo Zennaro      | Javier Menéndez Jean-Noël Ferrari |
| Sciabola             |                  |                     |                                   |
| Sciabola individuale | Aldo Montano     | Luigi Tarantino     | Jorge Pina Boris Sanson           |

### Donne
| Evento               | Oro                   | Argento               | Bronzo                               |
| Spada                |                       |                       |                                      |
| Spada individuale    | Hajnalka Kiraly Picot | Laura Flessel-Colovic | Veronica Rossi Sara Cristina Cometti |
| Fioretto             |                       |                       |                                      |
| Fioretto individuale | Astrid Guyart         | Claudia Pigliapoco    | Marta Simoncelli Mélanie Moumas      |

## Medagliere
| Posizione | Paese   |   |   |    | Totale |
| --------- | ------- | - | - | -- | ------ |
| 1         | Francia | 3 | 2 | 3  | 8      |
| 2         | Italia  | 2 | 3 | 4  | 9      |
| 3         | Spagna  | 0 | 0 | 3  | 3      |
| Totale    | Totale  | 5 | 5 | 10 | 20     |